# Dendrosicyos socotrana
Dendrosicyos socotranus là loài duy nhất trong chi Dendrosicyos, thuộc họ Bầu bí (Cucurbitaceae). Đây là loài đặc hữu của đảo Socotra, Yemen và là loài duy nhất trong họ Cucurbitaceae mọc thành cây gỗ. Tên ban đầu của loài này là D. socotrana, nhưng tên loài đã được chuyển sang socotranus theo theo quy định của Mã Quốc tế về Danh pháp tảo, nấm và thực vật.